# موتور مهدي
موتور مهدي (بالإنجليزية: Mowtowr-e Mahdi)‏ هي منطقة سكنية تقع في سيستان وبلوتشستان في إيران. يقدر عدد سكانها بـ 34 نسمة .